# Japan Women's Open Tennis 2023 - Qualificazioni singolare
Le qualificazioni del singolare femminile del Japan Women's Open Tennis 2023 sono state un torneo di tennis preliminare per accedere alla fase finale della manifestazione. Le vincitrici dell'ultimo turno sono entrate di diritto nel tabellone principale. In caso di ritiro di una o più giocatrici aventi diritto a queste sono subentrati le lucky loser, ossia le giocatrici che hanno perso nell'ultimo turno ma che avevano una classifica più alta rispetto alle altre partecipanti che avevano comunque perso nel turno finale.

## Teste di serie
1. Elizabeth Mandlik (qualificata)
2. Valerija Savinych (qualificata)
3. Ankita Raina (qualificata)
4. Despoina Papamichaīl (ultimo turno)
5. Alexandra Eala (qualificata)
6. Himeno Sakatsume (qualificata)

1. Arianne Hartono (qualificata)
2. You Xiaodi (primo turno, ritirata)
3. Eudice Chong (ultimo turno)
4. Haruka Kaji (ultimo turno)
5. Sakura Hosogi (primo turno)
6. Han Na-lae (primo turno)

## Qualificate
1. Elizabeth Mandlik
2. Valerija Savinych
3. Ankita Raina

1. Arianne Hartono
2. Alexandra Eala
3. Himeno Sakatsume

## Tabellone

### Legenda
| - Q = Qualificato - WC = Wild card - LL = Lucky loser | - ALT = Alternate - SE = Special Exempt - PR = Protected Ranking | - w/o = Walkover - r = Ritirato - d = Squalificato |

### Sezione 1
|  | Primo turno | Primo turno       | Primo turno | Primo turno | Primo turno |  |  | Secondo turno | Secondo turno     | Secondo turno     | Secondo turno | Secondo turno |  |
|  |             |                   |             |             |             |  |  |               |                   |                   |               |               |  |
|  | 1           | Elizabeth Mandlik | 2           | 6           | 6           |  |  |               |                   |                   |               |               |  |
|  |             | Yang Ya-yi        | 6           | 3           | 2           |  |  | 1             | Elizabeth Mandlik | Elizabeth Mandlik | 6             | 6             |  |
|  |             | Kyoka Okamura     | 4           | 6           | 2           |  |  | 10            | Haruka Kaji       | Haruka Kaji       | 1             | 2             |  |
|  | 10          | Haruka Kaji       | 6           | 4           | 6           |  |  |               |                   |                   |               |               |  |

### Sezione 2
|  | Primo turno | Primo turno       | Primo turno       | Primo turno | Primo turno |  |  | Secondo turno | Secondo turno     | Secondo turno     | Secondo turno | Secondo turno |  |
|  |             |                   |                   |             |             |  |  |               |                   |                   |               |               |  |
|  | 2           | Valerija Savinych | Valerija Savinych | 7           | 6           |  |  |               |                   |                   |               |               |  |
|  | WC          | Aoi Ito           | Aoi Ito           | 6           | 1           |  |  | 2             | Valerija Savinych | Valerija Savinych | 6             | 6             |  |
|  |             | Carol Zhao        | Carol Zhao        | 7           | 6           |  |  |               | Carol Zhao        | Carol Zhao        | 3             | 2             |  |
|  | 12          | Han Na-lae        | Han Na-lae        | 5           | 2           |  |  |               |                   |                   |               |               |  |

### Sezione 3
|  | Primo turno | Primo turno      | Primo turno      | Primo turno | Primo turno |  |  | Secondo turno | Secondo turno    | Secondo turno    | Secondo turno | Secondo turno |  |
|  |             |                  |                  |             |             |  |  |               |                  |                  |               |               |  |
|  | 3           | Ankita Raina     | Ankita Raina     | 6           | 7           |  |  |               |                  |                  |               |               |  |
|  | WC          | Yuki Naito       | Yuki Naito       | 3           | 5           |  |  | 3             | Ankita Raina     | Ankita Raina     | 2             |               |  |
|  |             | Kateryna Volodko | Kateryna Volodko | 6           | 6           |  |  |               | Kateryna Volodko | Kateryna Volodko | 1             | r             |  |
|  | 11          | Sakura Hosogi    | Sakura Hosogi    | 3           | 1           |  |  |               |                  |                  |               |               |  |

### Sezione 4
|  | Primo turno | Primo turno          | Primo turno | Primo turno | Primo turno |  |  | Secondo turno | Secondo turno        | Secondo turno        | Secondo turno | Secondo turno |  |
|  |             |                      |             |             |             |  |  |               |                      |                      |               |               |  |
|  | 4           | Despoina Papamichaīl | 6           | 64          | 6           |  |  |               |                      |                      |               |               |  |
|  |             | Naiktha Bains        | 4           | 7           | 0           |  |  | 4             | Despoina Papamichaīl | Despoina Papamichaīl | 1             | 5             |  |
|  |             | Sof'ja Lansere       | 4           | 6           | 2           |  |  | 7             | Arianne Hartono      | Arianne Hartono      | 6             | 7             |  |
|  | 7           | Arianne Hartono      | 6           | 3           | 6           |  |  |               |                      |                      |               |               |  |

### Sezione 5
|  | Primo turno | Primo turno        | Primo turno        | Primo turno | Primo turno |  |  | Secondo turno | Secondo turno  | Secondo turno | Secondo turno | Secondo turno |  |
|  |             |                    |                    |             |             |  |  |               |                |               |               |               |  |
|  | 5           | Alexandra Eala     | Alexandra Eala     | 6           | 6           |  |  |               |                |               |               |               |  |
|  |             | Fernanda Contreras | Fernanda Contreras | 3           | 4           |  |  | 5             | Alexandra Eala | 4             | 6             | 7             |  |
|  |             | Park So-hyun       | 6                  | 5           |             |  |  |               | Park So-hyun   | 6             | 1             | 5             |  |
|  | 8           | You Xiaodi         | 3                  | 1           | r           |  |  |               |                |               |               |               |  |

### Sezione 6
|  | Primo turno | Primo turno       | Primo turno       | Primo turno | Primo turno |  |  | Secondo turno | Secondo turno    | Secondo turno | Secondo turno | Secondo turno |  |
|  |             |                   |                   |             |             |  |  |               |                  |               |               |               |  |
|  | 6           | Himeno Sakatsume  | Himeno Sakatsume  | 6           | 6           |  |  |               |                  |               |               |               |  |
|  | WC          | Natsumi Kawaguchi | Natsumi Kawaguchi | 3           | 3           |  |  | 6             | Himeno Sakatsume | 6             | 5             | 6             |  |
|  | WC          | Momoko Kobori     | Momoko Kobori     | 4           | 68          |  |  | 9             | Eudice Chong     | 3             | 7             | 0             |  |
|  | 9           | Eudice Chong      | Eudice Chong      | 6           | 7           |  |  |               |                  |               |               |               |  |